# Salle Mohamed-Zouaoui
Pour les articles homonymes, voir Zouaoui.
La salle Mohamed-Zouaoui (arabe : قاعة محمد الزواوي) est une salle omnisports de Tunis, propriété de l'Espérance sportive de Tunis, où se disputent les matchs des sections de handball et de volley-ball du club.
Elle est située sur l'avenue Mohammed-V, à l'intérieur du Parc Hassen Belkhodja dit Parc B. La salle Mohamed-Zouaoui abrite aussi le Centre de formation des jeunes handballeurs et volleyeurs.

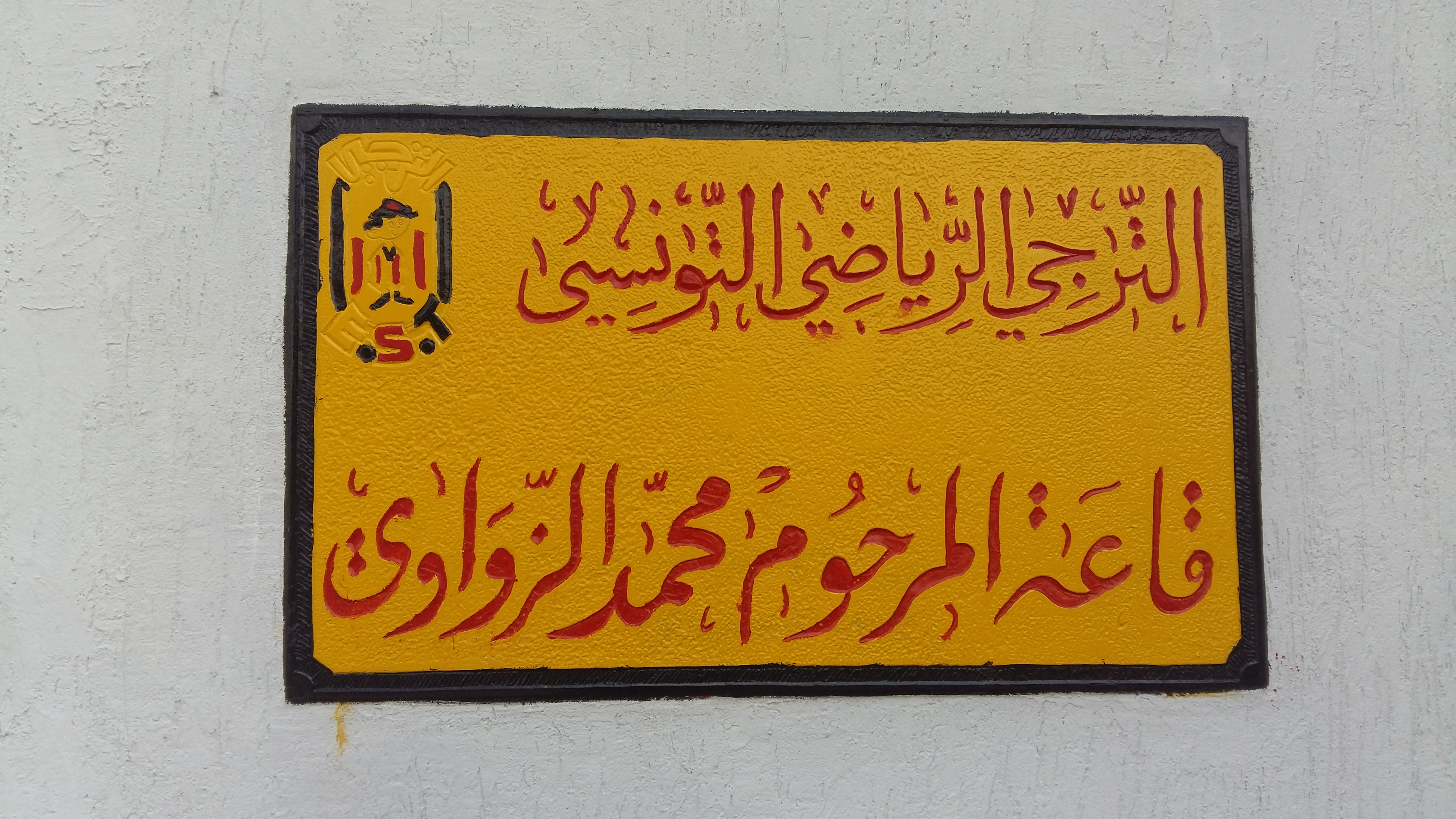
Plaque à l'entrée de la salle.
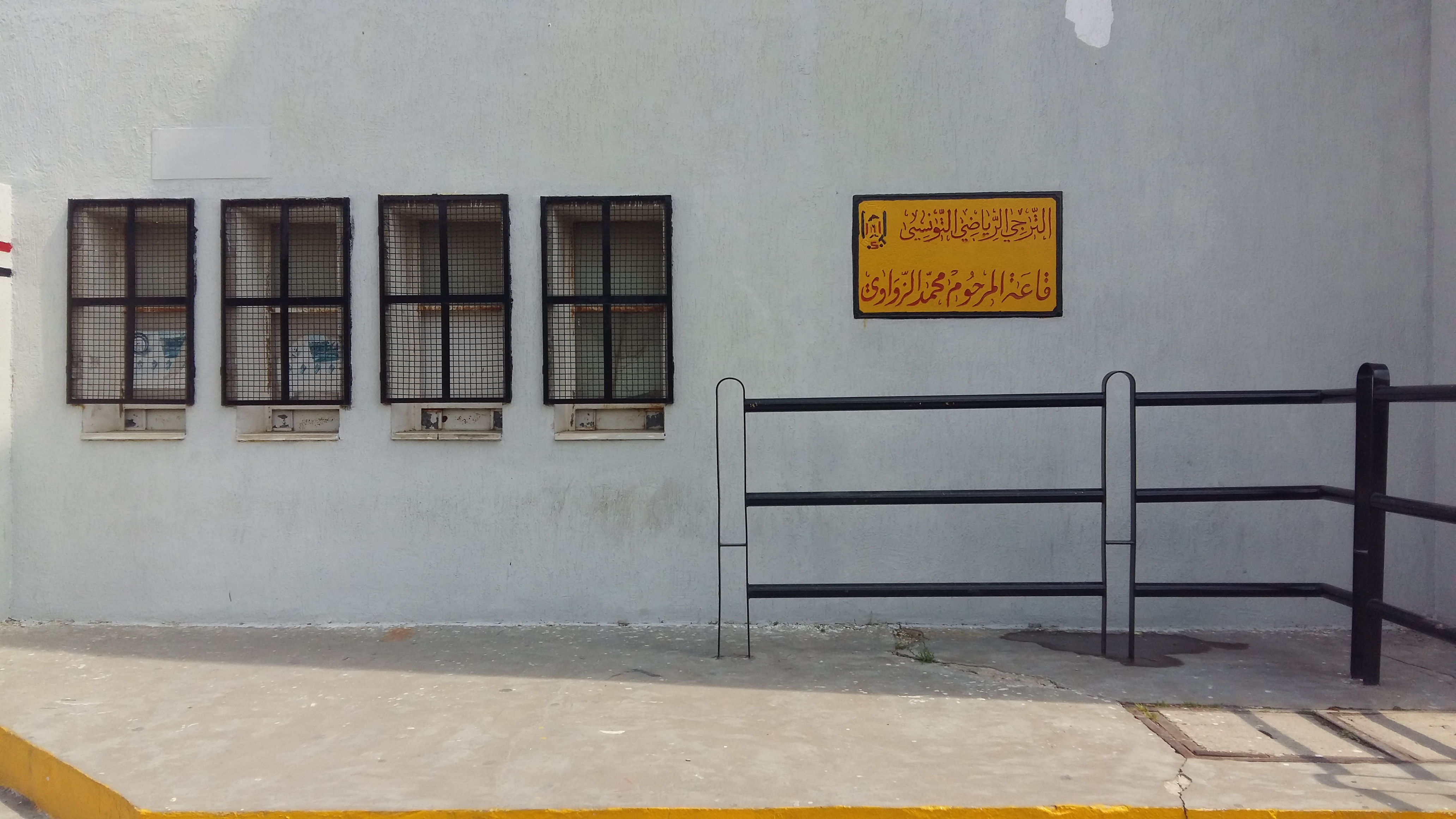
Guichet de la salle.